# ランドリー・エングエモ
ランドリー・エングエモ（フランス語: Landry Joel Tsafack N'Guémo, 1985年11月28日 - 2024年6月27日）は、カメルーン・ヤウンデ出身のサッカー選手。「エンゲモ」、「ヌゲモ」とも表記される。登録ポジションはMF。

## 経歴

### クラブ

#### 初期
カメルーン西部にあるジャングで生まれたエングエモは、13歳の時にヤウンデへ向かうまで地元の様々なチームでプレーした。

#### ASナンシー
ヤウンデでASナンシーのスカウトの目に留まると、フランスに渡りトライアルを経て15歳の時に契約。2005年8月14日、19歳の時にオリンピック・リヨン戦で途中出場の形でリーグ・アンデビューを果たし、それから1ヶ月後のトロワAC戦で初めて先発出場をした。
2009年1月にイングランドとフランスのメディアがアーセナルFC, サンダーランドAFC, エヴァートンFCから関心を寄せているとの報道を聞き、いつかはチームを去りプレミアリーグの舞台でプレーしたいことを明かした。同月31日のル・アーヴルAC戦で試合終了間際の90分に決勝点にして自身初得点を決めると、5月23日のオリンピック・マルセイユ戦でも同様な形で2得点目を挙げるも、今度は2-1で敗れた。

#### セルティックへのレンタル
2009年7月16日にスコットランドのセルティックFCへ買取りオプション付き1年間のレンタル移籍することが決まり、背番号はボボ・バルデのを引き継ぎ6番となった。カーディフ・シティFC戦 (0-0) でデビューし、マン・オブ・ザ・マッチに選出された。また、7月29日のUEFAチャンピオンズリーグ 2009-10予選3回戦・FCディナモ・モスクワ戦との第1戦 (0-1) で公式戦デビューを飾った。第2戦を2-0で勝利しプレーオフに進出するもアーセナルFCに1-5で敗れ、本大会出場は逃した。8月15日の開幕戦アバディーンFC戦 (3-1) でリーグ戦デビュー以降、得点を挙げることはなかったが公式戦に35試合出場とレギュラーでプレーしたことから、シーズン終了後にセルティックとナンシーが完全移籍のため交渉したが、両チームが臨む移籍金の差を埋めることは出来ずナンシーに復帰することになった。

#### ボルドー
2011年7月4日、サウジアラビアのアル・シャバブ・リヤドへ去ったフェルナンド・メネガッゾの後釜として同じリーグ・アンのボルドーへ3年契約で移籍。8月6日のASサンテティエンヌ戦でデビューした。

### 代表
カメルーン代表として2009年11月14日の2010 FIFAワールドカップ・アフリカ予選・モロッコ戦に出場し、本大会出場権を獲得した。アフリカネイションズカップ2010ではチュニジア戦で得点を決めた。

### 死去
2024年6月27日、ヤウンデで自動車事故に遭い死去。38歳没。

## 人物
鷹狩と猛禽類をコレクションすることを趣味に持ち、お気に入りのオジロワシの名前をジョージ・ウェアにちなんでジョージという名前を付けている。

## 代表歴

### 出場大会
- カメルーン代表
  - 2010 FIFAワールドカップ
  - 2014 FIFAワールドカップ

### 試合数
- 国際Aマッチ 42試合 3得点（2006年-2014年）[8]

| カメルーン代表 | 国際Aマッチ | 国際Aマッチ |
| 年             | 出場        | 得点        |
| -------------- | ----------- | ----------- |
| 2006           | 2           | 1           |
| 2007           | 6           | 0           |
| 2008           | 1           | 0           |
| 2009           | 5           | 0           |
| 2010           | 8           | 1           |
| 2011           | 9           | 1           |
| 2012           | 5           | 0           |
| 2013           | 2           | 0           |
| 2014           | 4           | 0           |
| 通算           | 42          | 3           |

## タイトル
クラブ
ASナンシー
- クープ・ドゥ・ラ・リーグ 2005-06

ボルドー
- クープ・ドゥ・フランス 2012-13